# Кузнечнинское городское поселение
Кузнечнинское городское поселение — муниципальное образование в составе Приозерского района Ленинградской области. Административный центр — пгт Кузнечное.

## Географическое положение
Поселение расположено в северной части района. 
По территории поселения проходят автомобильные дороги:
- А121 «Сортавала» (Санкт-Петербург — Сортавала — автомобильная дорога Р-21 «Кола»)
- 41К-153 (Сапёрное — Кузнечное)
- 41К-160 (подъезд к ст. Кузнечное)

а также железная дорога Санкт-Петербург — Хийтола (станция Кузнечное).
Расстояние от административного центра поселения до районного центра — 23 км.

## История
29 сентября 1996 года по результатам референдума было создано самостоятельное муниципальное образование «Посёлок Кузнечное».
1 января 2006 года в соответствии с областным законом № 50-оз от 1 сентября 2004 года «Об установлении границ и наделении соответствующим статусом муниципального образования Приозерский муниципальный район и муниципальных образований в его составе» Кузнечнинское городское поселение вошло в состав Приозерского муниципального района как Кузнечнинское городское поселение.

## Население
| 2006  | 2010  | 2011  | 2012  | 2013  | 2014  | 2015  |
| ----- | ----- | ----- | ----- | ----- | ----- | ----- |
| 4500  | ↘4470 | ↗4471 | ↘4446 | ↘4432 | ↘4411 | ↘4397 |
| 2016  | 2017  | 2018  | 2019  | 2020  | 2021  | 2023  |
| ↘4345 | ↘4299 | ↘4192 | ↘4130 | ↘4126 | ↘4012 | ↘3916 |
| 2024  | 2025  |       |       |       |       |       |
| ↘3866 | ↘3828 |       |       |       |       |       |

## Населённые пункты
В состав поселения входит 2 населённых пункта:
| № | Населённый пункт | Тип населённого пункта      | Население    |
| - | ---------------- | --------------------------- | ------------ |
| 1 | Боровое          | посёлок                     | ↗3 (2025)    |
| 2 | Кузнечное        | пгт, административный центр | ↘3825 (2025) |